# Svezia ai Giochi della XXVI Olimpiade
La Svezia partecipò ai Giochi della XXVI Olimpiade, svoltisi ad Atlanta, Stati Uniti, dal 19 luglio al 4 agosto 1996, con una delegazione di 177 atleti impegnati in ventidue discipline.

## Risultati

### Calcio
- Donne

| Atleta | Classifica |                   |
| --- | --- | ----------------- |
| V · D · M Nazionale svedese femminile · Calcio ai Giochi Olimpici Estivi 1996 1 Nilsson · 2 Sandell · 3 Jakobsson · 4 Nessvold · 5 Bengtsson · 6 Pohjanen · 7 Sundhage · 8 Swedberg · 9 Andersson · 10 Kalte · 11 Videkull · 12 Karlsson · 13 Svensson-Gustafsson · 14 Kun · 15 Carlsson · 16 Ljungberg · 17 Larsson · 18 Lönnqvist · 19 Bowall · 20 Wahlgren · CT : Simonsson | 6° |                   |
| Nazionale svedese femminile · Calcio ai Giochi Olimpici Estivi 1996 | |                   |
| 1 Nilsson · 2 Sandell · 3 Jakobsson · 4 Nessvold · 5 Bengtsson · 6 Pohjanen · 7 Sundhage · 8 Swedberg · 9 Andersson · 10 Kalte · 11 Videkull · 12 Karlsson · 13 Svensson-Gustafsson · 14 Kun · 15 Carlsson · 16 Ljungberg · 17 Larsson · 18 Lönnqvist · 19 Bowall · 20 Wahlgren · CT: Simonsson                                                                                | 1 Nilsson · 2 Sandell · 3 Jakobsson · 4 Nessvold · 5 Bengtsson · 6 Pohjanen · 7 Sundhage · 8 Swedberg · 9 Andersson · 10 Kalte · 11 Videkull · 12 Karlsson · 13 Svensson-Gustafsson · 14 Kun · 15 Carlsson · 16 Ljungberg · 17 Larsson · 18 Lönnqvist · 19 Bowall · 20 Wahlgren · CT: Simonsson | Svezia (bandiera) |